# Komárov (okres Zlín)
Komárov je obec v okrese Zlín ve Zlínském kraji. Leží asi 5 km jihovýchodně od Napajedel a žije zde 309 obyvatel.

## Poloha
Vesnice se rozkládá na náhorní rovině Vizovických vrchů v nadmořské výšce 308–315 metrů. Obec leží jihovýchodně od Napajedel a 7 km jihozápadně od Zlína.

## Historie
První písemná zmínka o obci pochází z roku 1349, kdy byl pánům Dětřichovi a Ješkovi z Lukova zapsán do zemských. V držení této osady se vystřídalo víc pánů, až roku 1384 Filip z Vícemělic prodal ves Komárov Mikšíkovi z Malenovic na Podhradí, čímž přešla do držav pánů podhradských. V pozdějších dobách (za husitských válek nebo válek s Turky) byla ves i s okolím zpustošena. Později byla obec Komárov znovu osídlena. Podhradí bylo zpustošeno také. Dříve tam stával hrad, dnes už není ani po základech památky. Místo hradu je zde usedlost Leopoldov, která se nachází mezi obcemi Komárov a Pohořelice. Roku 1882 zachvátil obec velký požár, který spálil 27 domů tvořící komárovskou náves. Roku 1885 byl v obci založen přičiněním řídícího učitele Jana Purkrábka dobrovolný hasičský sbor. V letech 1886–1887 byla zde postavena za 15710 zlatých a 40 krejcarů stavitelem Josefem Schaniakem z Uherského Hradiště nynější mateřská škola (dříve škola). Roku 1908 zde byla postavena obecní radnice pro schůze zastupitelstva a pro dřívější hasičskou stříkačku. Na místě budovy stávala dříve kaplička.

## Pamětihodnosti
- Kostel svatého Antonína Paduánského
- několik křížů

## Obyvatelstvo
| Rok            | 1834 | 1869 | 1880 | 1890 | 1900 | 1910 | 1921 | 1930 | 1950 | 1961 | 1970 | 1980 | 1990 |
| Počet obyvatel | 286  | 372  | 393  | 374  | 440  | 495  | 484  | 468  | 490  | 507  | 507  | 507  | 329  |

## Galerie

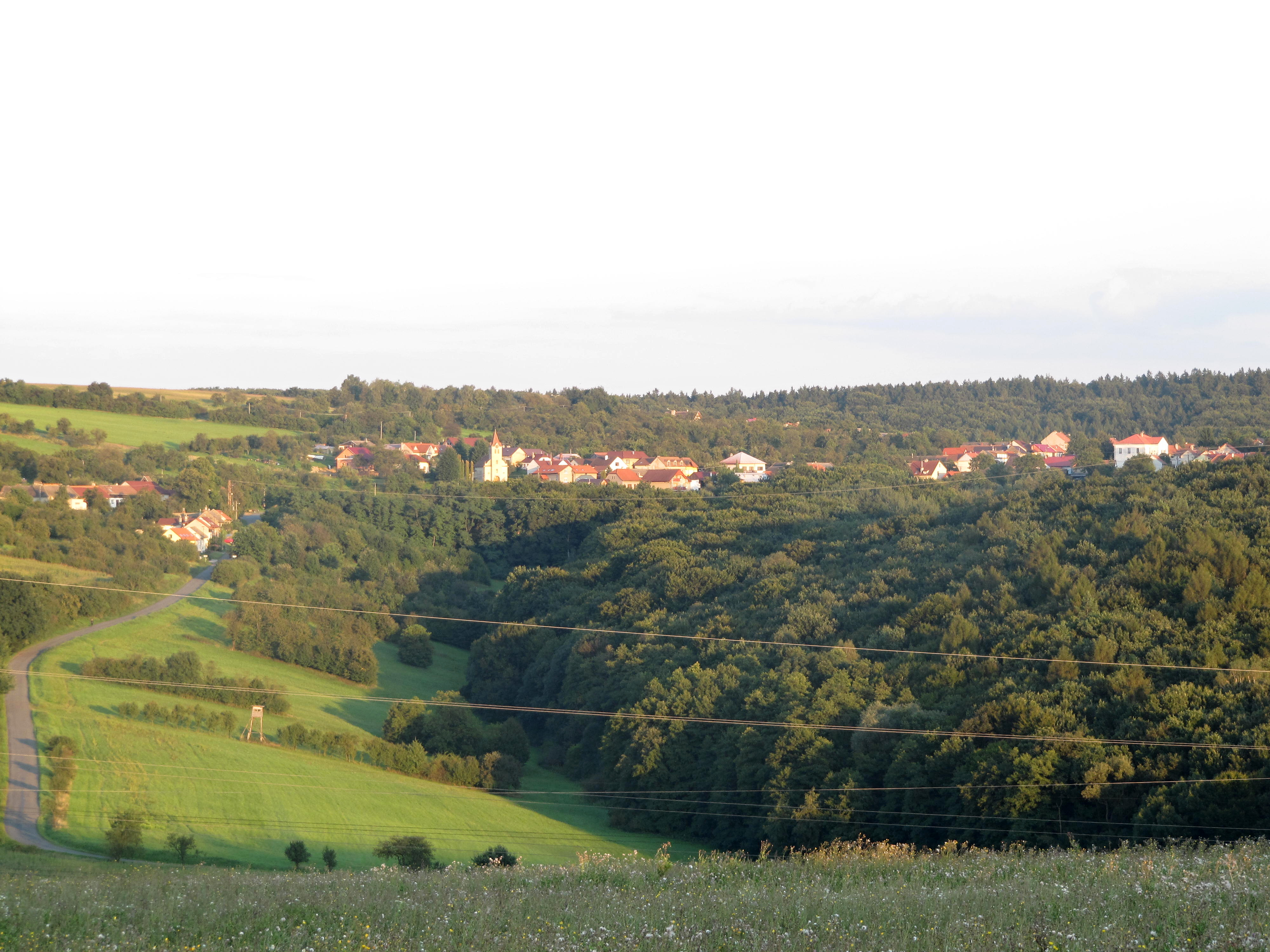
Pohled od jihozápadu
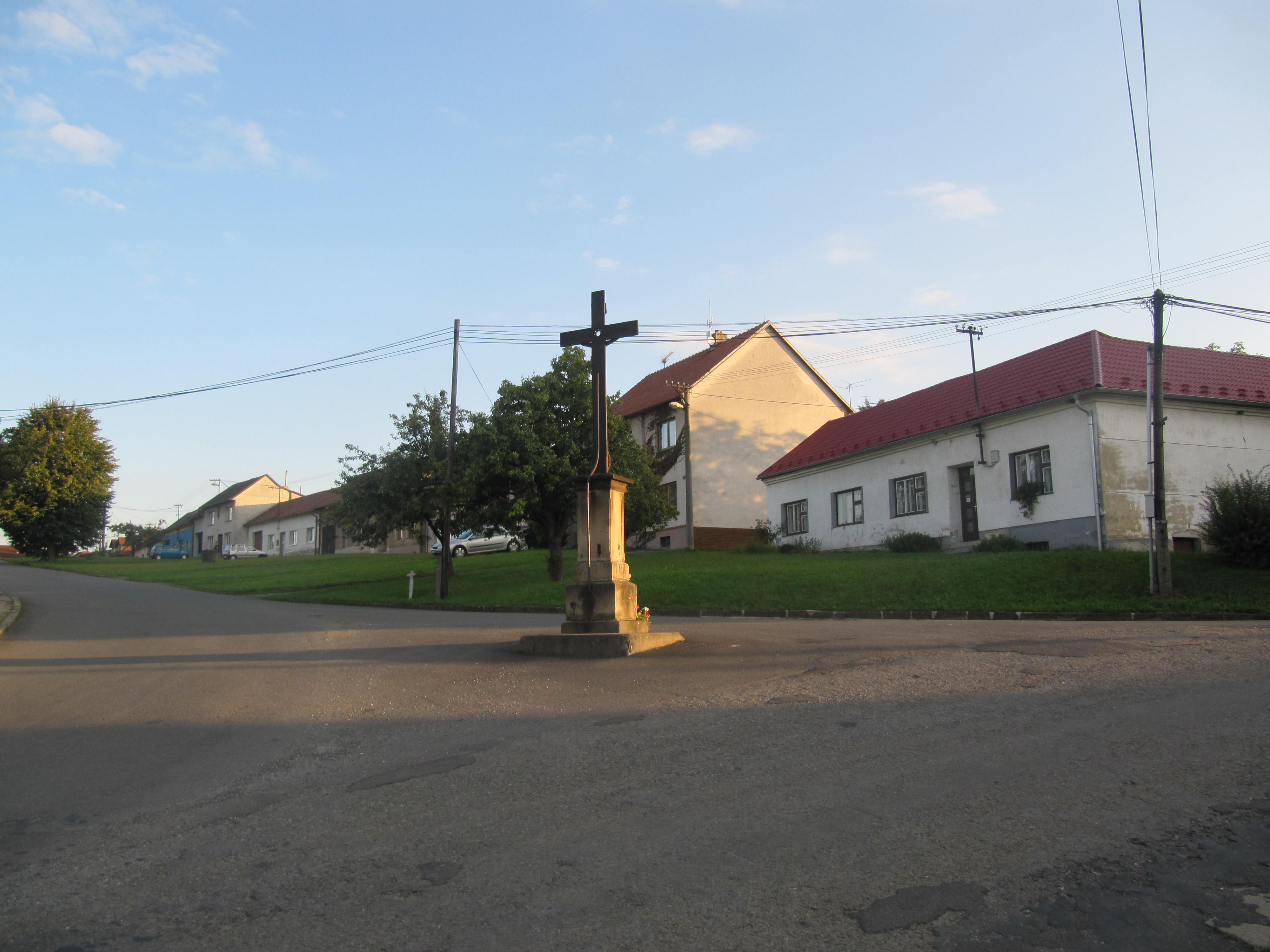
Kříž v centru obce
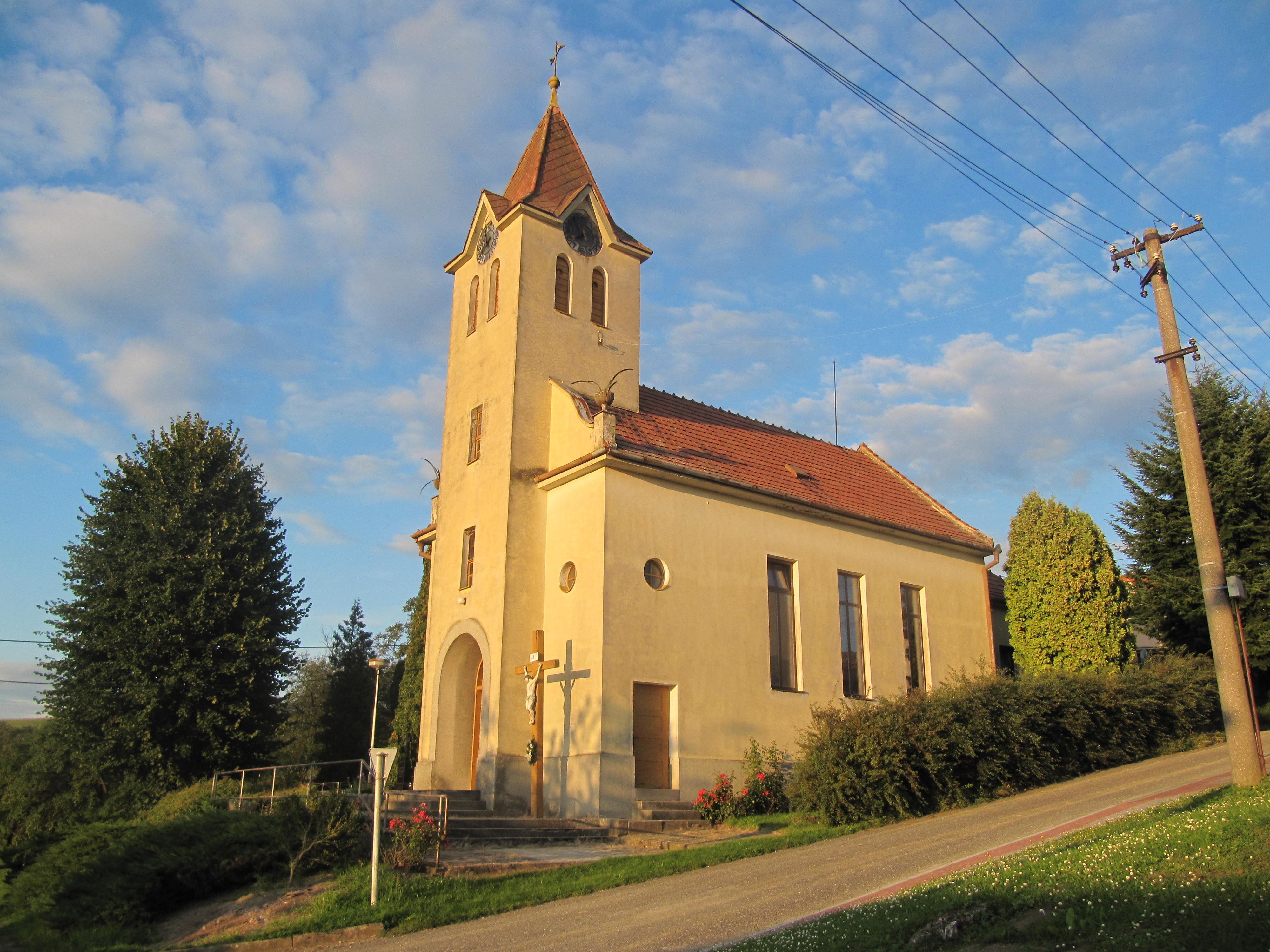
Kostel sv. Antonína Paduánského z roku 1940
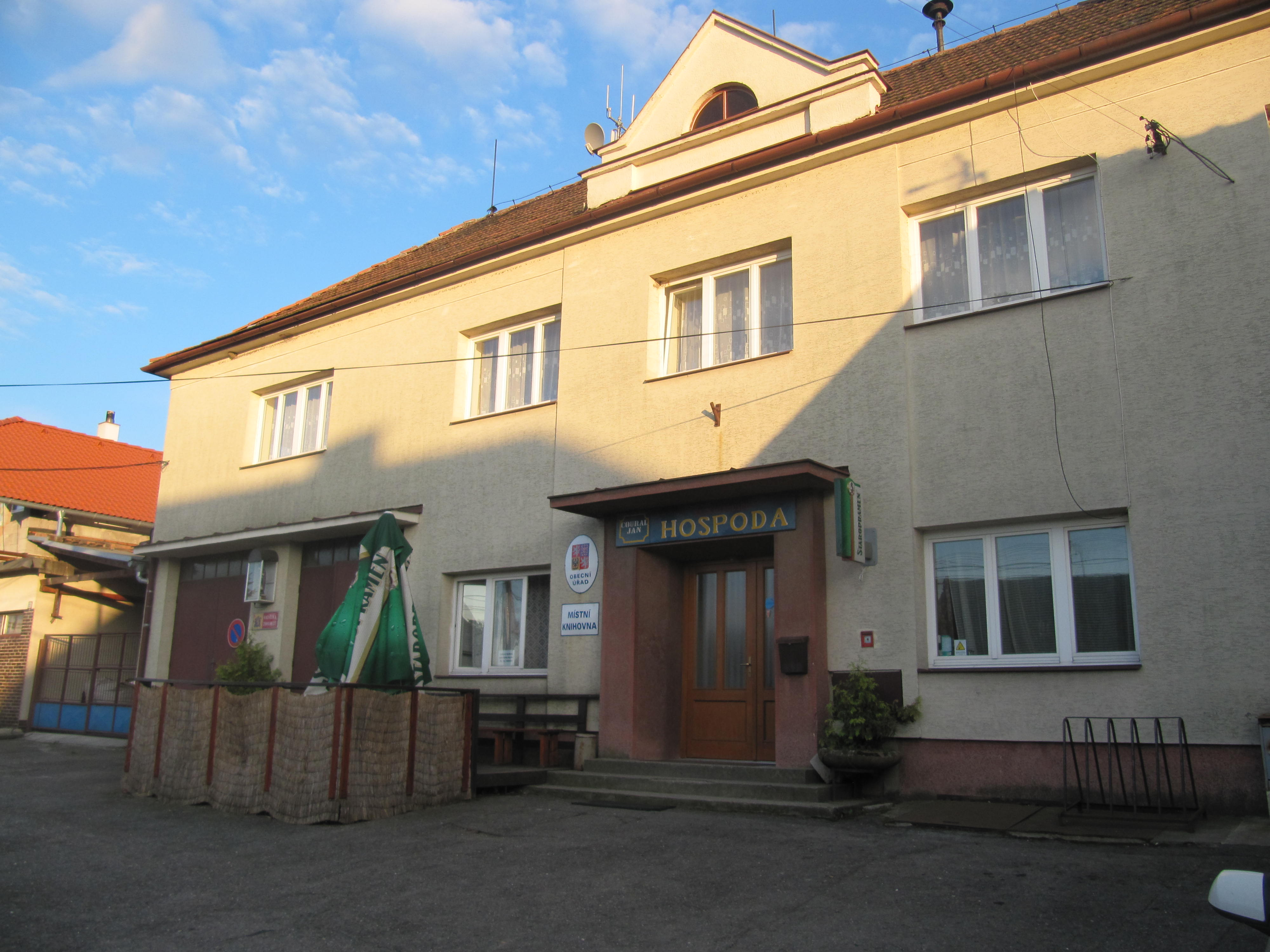
Hospoda